# 오경린 (1846년)
오경린(吳景麟, 1869년 음력 9월 15일 ~ ?)은 대한제국과 일제강점기 초기의 지방행정 관료이다.

## 생애
한문을 수학하여 관직에 진출했다. 1882년 진사를 역임하고 의금부 도사와 대한제국 중추원 의관 등을 지냈으며, 대한제국 말기인 1907년에는 전라북도 용담군 군수로 발령받았다.
1910년에 한일 병합 조약이 체결되면서 조선총독부 군수로 소속이 바뀌었다. 총독부는 오경린을 용담군 군수에 이어 운봉군 군수로 임명했다. 운봉군수로 재직 중이던 1912년에 일본 정부로부터 한국병합기념장을 받았다.
1913년에 운봉군수를 마지막으로 관직에서 물러나 총독부 군수로 오래 재직하지는 않았다. 이때 정8위에 서위되어 있었다.
《조선신사보감》에는 "일을 처리함이 공변되고 정직하였으므로 일군에서 사랑하고 흠모했고, 관부가 맑고 깨끗했으므로 이웃 군에서 본보기로 삼"았다는 인물평이 실려 있다.
2008년 민족문제연구소가 발표한 친일인명사전 수록예정자 명단 중 관료 부문에 포함되었다.

## 참고자료
- 오경린(吳景麟) - 국사편찬위원회